# Aetideus divergens
Aetideus divergens är en kräftdjursart som beskrevs av Edward Bradford 1971. Aetideus divergens ingår i släktet Aetideus och familjen Aetideidae. Inga underarter finns listade i Catalogue of Life.